# Route nationale 597
La route nationale 597 ou RN 597 était une route nationale française reliant Rignac à Naucelle-Gare. À la suite de la réforme de 1972, elle a été déclassée en RD 997.

## Ancien tracé de Rignac à Naucelle-Gare (D 997)
- Rignac
- Colombiès
- Sauveterre-de-Rouergue
- Naucelle
- Naucelle-Gare, commune de Naucelle